# Federale Overheidsdienst Volksgezondheid, Veiligheid van de Voedselketen en Leefmilieu
De Federale Overheidsdienst Volksgezondheid, Veiligheid van de Voedselketen en Leefmilieu is een van de negen Federale Overheidsdiensten van België. Deze dienst werd in 2001 bij de Copernicushervorming opgericht als een van de twee diensten die de taken van het Ministerie van Sociale Zaken, Volksgezondheid en Leefmilieu opnamen. De andere was de FOD Sociale Zekerheid.
De FOD staat onder vier verantwoordelijke ministers, met in de eerste plaats de federale minister van Volksgezondheid.

## Beleidsdomeinen
De FOD Volksgezondheid heeft 4 beleidsdomeinen:
- Gezondheid
- Voeding
- Dieren en planten
- Milieu

## Visie
De ambitie van de FOD Volksgezondheid is om de gezondheid van de burgers te beschermen en te verbeteren. Ze is de Belgische promotor van het principe "One World, One Health" en stelt de gezondheid en al haar facetten steeds centraal. Dit zowel voor de menselijke gezondheid, de gezondheid van de planeet, de dier- en plantengezondheid als voor onze voeding.  

## Organisatiestructuur
De FOD is onderverdeeld in vijf directoraten-generaal of DG's en twee diensten:
- DG Gezondheidszorg
- DG Dier, Plant en Voeding
- DG Leefmilieu
- Directie Medische Expertise (Medex)
- DG Paraatheid en Respons inzake Noodsituaties op Gezondheidsgebied
- Directie Ondersteunende diensten
- Diensten van de Voorzitter

Deze wetenschappelijke instellingen zijn verbonden aan de FOD voor beleidsondersteunend onderzoek of adviesverlening:  
- Sciensano, het federale onderzoekscentrum
- Hoge Gezondheidsraad (HGR)

Het Federaal Agentschap voor de Veiligheid van de Voedselketen (FAVV), neemt alle controles van de voedselveiligheid op zich. 
Het Federaal Agentschap voor Geneesmiddelen en Gezondheidsproducten (FAGG) speelt ook een essentiële rol in de bescherming van de volksgezondheid met betrekking tot geneesmiddelen en gezondheidsproducten. 
Het Federaal Kenniscentrum voor de Gezondheidszorg (KCE), is een onafhankelijke onderzoeksinstelling die wetenschappelijke adviezen verleent over onderwerpen m.b.t. gezondheidszorg.   
Sinds 2021 deelt de FOD Volksgezondheid hetzelfde gebouw met het Rijksinstituut voor ziekte- en invaliditeitsverzekering (RIZIV) en het Federaal Agentschap voor Geneesmiddelen en Gezondheidsproducten (FAGG), waardoor deze drie federale gezondheidsinstellingen in synergie kunnen samenwerken. In het kader van deze samenwerking hebben de drie organisaties het Service Center Gezondheid opgericht. De operatoren van deze gemeenschappelijke dienst zijn het eerste aanspreekpunt voor burgers met vragen over federale gezondheidsbevoegdheden. 

## Internationale activiteiten
De FOD Volksgezondheid is zowel binnen als buiten Europa actief en werkt samen met, of maakt deel uit van verschillende internationale instellingen.

## Locatie
De FOD Volksgezondheid is gevestigd in het Galileigebouw in het centrum van Brussel.  
De FOD beschikt daarnaast ook nog over enkele medische centra.